# دلال البزري
دلال البزري هي كاتبة وباحثة ومُحاضِرة لبنانية، ولدت في لبنان وعاشت لأكثر من عشر سنوات في مدينة القاهرة في مصر حيث أجرت أبحاثها في علوم الاجتماع قبل عودتها للاستقرار في بيروت بعد ثورات الربيع العربي. تحمل شهادة الدكتوراه في العلوم الاجتماعية، وتعمل كأستاذ مساعد في معهد العلوم الاجتماعية في الجامعة اللبنانية، ومستشارة في لجنة الأمم المتحدة الاقتصادية والاجتماعية لغرب آسيا. لها عامود نشر في عدّة صحف منها جريدة المستقبل ونوافذ.

## مؤلفاتها وأفكارها
ارتكزت أعمال دلال على دراسة الجوانب السياسية والاجتماعية لمصر. فنشرت «مصر ضد مصر» عام 2008، و«مصر التي في خاطري» عام 2011. وتُعرف دلال كليبرالية ومفكرة نقدية لكتاباتها الكثيرة عن الإسلام والأصولية. وشاركت في تأليف عدة أبحاث وكتب عن المرأة في مصر ولبنان، وعند الحركات الإسلامية. ولها «دفاتر الحرب الأهلية اللبنانية»، كتاب تناول المراحل المختلفة للحرب الأهلية اللبنانية، وانقسام شرق وغرب بيروت، والاغتيالات السياسية لكمال جنبلاط عام 1977 وبشير الجميل عام 1982، ومجزرة صبرا وشاتيلا في سبتمبر 1982. يعكس الكتاب الحرب الأهلية في لبنان، والحرب الأهلية السورية الحالية. كما كانت دلال ضمن لجنة تحرير الكتاب الأول من كتاب «باحثات: المرأة والسلطات» والذي نشره تجمّع الباحثات اللبنانيات عام 1994.
| م  | العمل                                                         | عام الإصدار | الناشر                                                              | عدد الصفحات | رقم تعريفي                              | مراجع         |
| -- | ------------------------------------------------------------- | ----------- | ------------------------------------------------------------------- | ----------- | --------------------------------------- | ------------- |
| 1  | باحثات: المرأة والسلطات                                       | 1994        | تجمّع الباحثات اللبنانيات                                            | 316         |                                         | [ 7 ] [ 9 ]   |
| 2  | غرامشي في الديوانية: في محل"المجتمع المدني" من الإعراب        | 1994        | دار الجديد، بيروت                                                   | 38          | (ردمك 2910355128، وردمك 9782910355128)  | [ 10 ] [ 11 ] |
| 3  | Gramsci dans le monde arabe                                   | 1994        | ألف، تونس                                                           | 95          | (ردمك 997322017X ، وردمك 9789973220172) | [ 12 ]        |
| 4  | دنيا الدين والدولة: الإسلاميون والتباسات مشروعهم              | 1994        | دار النهار للنشر، بيروت                                             | 279         |                                         | [ 13 ] [ 14 ] |
| 5  | المرأة العربية بين الواقع والتصور                             | 1995        | دار المرأة العربية للنشر، القاهرة                                   | 232         |                                         | [ 15 ] [ 16 ] |
| 6  | أخوات الظل واليقين: إسلاميات بين الحداثة والتقليد             | 1996        | دار النهار للنشر، بيروت                                             | 218         |                                         | [ 17 ] [ 18 ] |
| 7  | العمل الاجتماعي والمرأة: قراءة في الدراسات العربية واللبنانية | 1998        | تجمّع الباحثات اللبنانيات دار الجديد، بيروت                          | 206         |                                         | [ 19 ] [ 20 ] |
| 8  | صورة الآخر: العربي ناظراً ومنظوراً إليه                         | 1999        | مركز دراسات الوحدة العربية                                          | 956         |                                         | [ 21 ]        |
| 9  | المرأة العربية والمشاركة السياسية                             | 2000        | دار سندباد للنشر، عمّان                                              | 396         | (ردمك 9957150006، وردمك 9789957150006)  | [ 22 ]        |
| 10 | السياسة أقوى من الحداثة: حكايات مصرية معاصرة                  | 2003        | ميريت للنشر والمعلومات، القاهرة                                     | 298         | (ردمك 9773510743، وردمك 9789773510749)  | [ 23 ]        |
| 11 | مصر التي في خاطري                                             | 2011        | دار الساقي، بيروت                                                   | 192         | (ردمك 1855167441، وردمك 9781855167445)  | [ 24 ] [ 25 ] |
| 12 | سنوات السعادة الثورية                                         | 2016        | دار التنوير، بيروت                                                  | 224         | (ردمك 9776483550، وردمك 9789776483552)  | [ 26 ] [ 27 ] |
| 13 | دفاتر الحرب الأهلية اللبنانية (1975-1990): مذكرات وشهادات     | 2017 2020   | المركز العربي للأبحاث ودراسة السياسات المنهل للنشر الإلكتروني، عمّان | 216 218     | (ردمك 9786144451434)                    | [ 28 ] [ 29 ] |
| 14 | مصر ضد مصر                                                    | 2009        | دار الساقي، بيروت                                                   | 493         | (ردمك 1855163039، وردمك 9781855163034)  | [ 30 ]        |

## روابط خارجية
- مقالاتها على موقع التلفزيون العربي
- مقالاتها على موقع جريدة المدن
- مقالاتها على موقع الخليج الجديد